# 崇圣寺三塔
25°42′31″N 100°08′45″E / 25.70849°N 100.14594°E

特种邮票：大理·千寻塔

崇圣寺三塔位于中华人民共和国云南省大理白族自治州大理市大理古城西北1.5公里处的崇圣寺内，是三座建于南诏、大理国的佛塔。千寻塔（全称“法界灵通明真乘塔”）居中，为十六级方形密檐式空心砖塔；南北各有一座小塔，均为十级八边形楼阁式（另说密檐式）空心砖塔。1961年公布为第一批全国重点文物保护单位。以三塔为核心的崇圣寺三塔文化旅游区是国家5A级旅游景区。

## 概述
三塔矗立于崇圣寺大门前，寺东为千寻塔，即大塔，南、北为小塔，排列成三角形。
大塔名曰千寻塔，全名“法界灵通明真乘塔”。建于南诏蒙劝丰佑时期（823年—859年，即唐长庆四年到开成四年）。千寻塔高69.13米，为16层方形密檐式砖塔，塔内空心，置有似“井”字形交叉木骨架，可以攀登塔顶；塔身下部为石砌台基，高1.1米，上层台基为砖砌须弥座，高1.9米。属于典型的唐代建筑风格。在主塔台基石砌照璧上，嵌有明代萬曆年間黔國公沐英之孫沐世階書寫的「永鎮山川」四字。
千寻塔西方，等距约70米远的地方，有南北两座小塔，建于大理国时期，即在五代末北宋初期，高约42米，为十级八角形密檐式空心砖塔。
三塔处于地震频繁地区，千百年仍巍然屹立，1961年崇圣寺三塔被列为全国文物保护单位。1979年维修三塔时，曾在千寻塔内发现了写经、经卷、铜镜和金、银、木、水晶等佛像，以及各种药材共600余件。
- 苍山上俯瞰三塔
- 千寻塔
- 千寻塔